# Viticulture à Saint-Marin

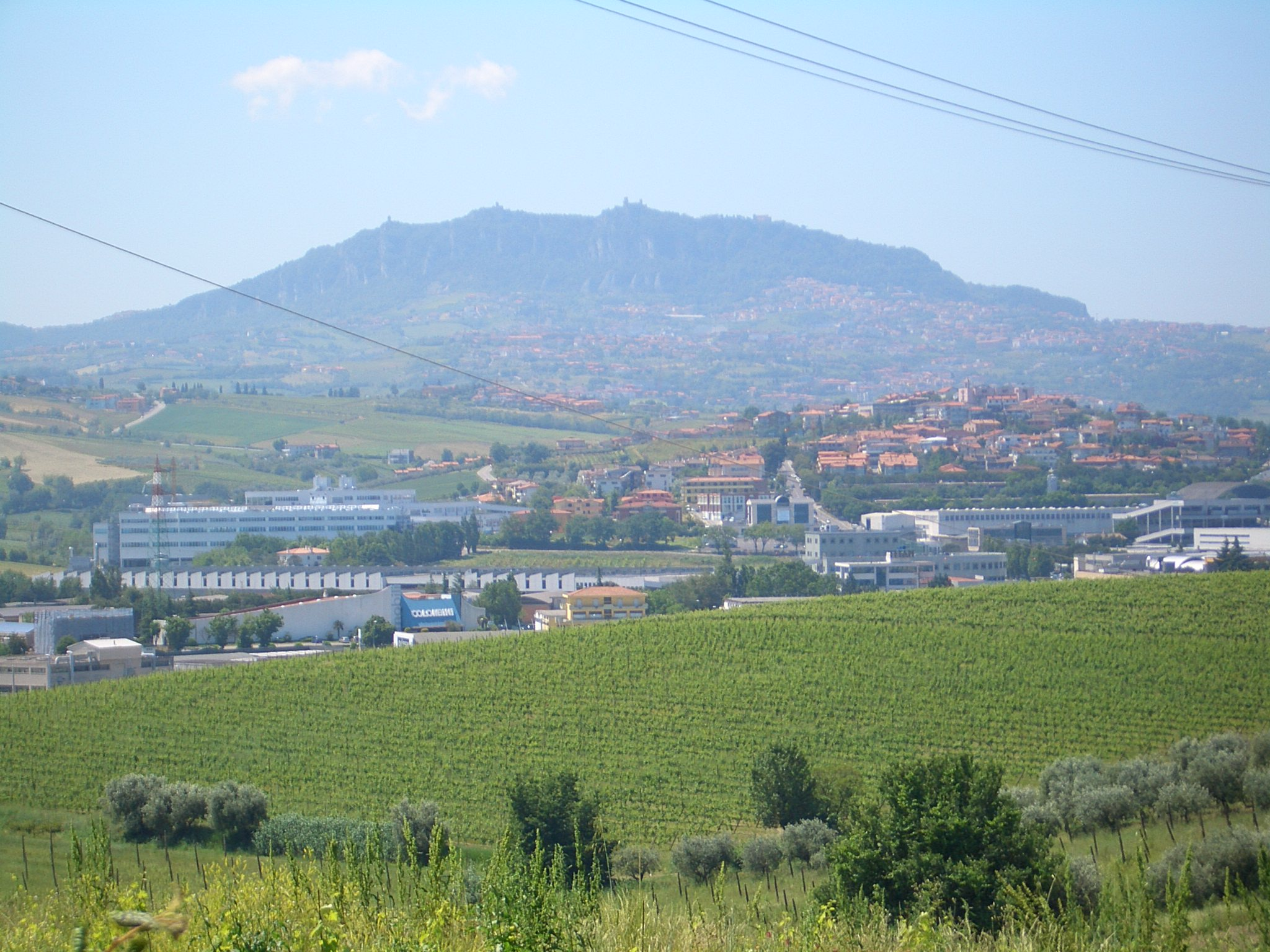
Au premier plan le vignoble dominé en fond par le Mont Titano

La viticulture à Saint-Marin est l'une des plus dynamiques de la péninsule italienne. Elle le doit tant à son climat, qu'à son terroir et à une sélection de cépages entreprise par les vignerons de la République regroupés en Consortium. Sa réglementation sévère pour pouvoir présenter des vins typiques lui permet de récolter de prestigieuses récompenses aux concours internationaux. 

## Histoire
Si la présence de vignes dans le territoire de Saint-Marin remonte à l'Antiquité, les restes d'un pressoir et d'autres objets de vinification datant du Ier siècle ont été identifiés par les archéologues, le premier document qui atteste de la vente des vignobles de Saint-Marin est daté 1253, il s'agit d'un contrat concernant le vignoble du Castello di Casole, entre le comte Taddeo de Montefeltro et le sindaco (maire) Odo Scarato.

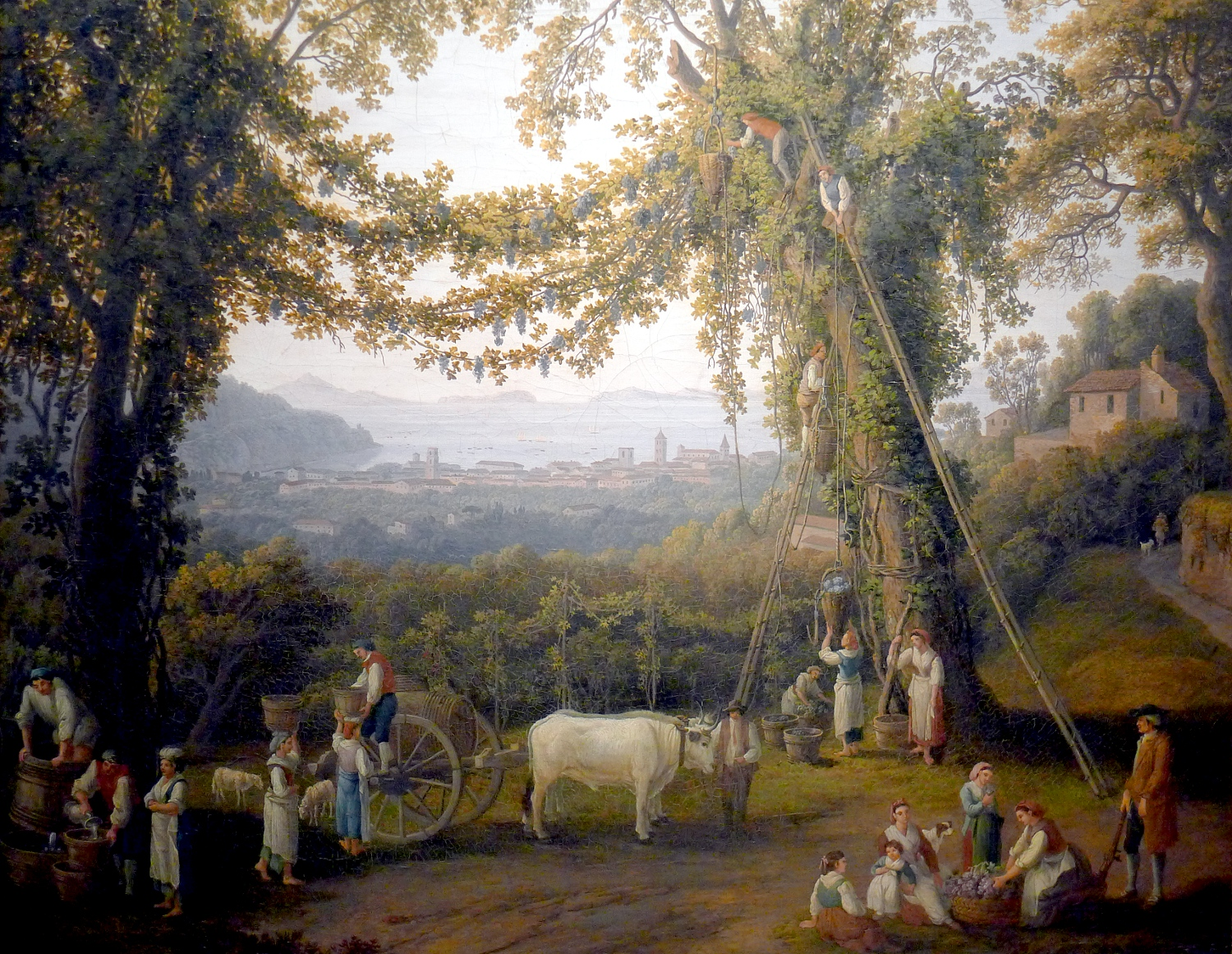
Vendanges sur hautains

Un siècle plus tard, une législation est décrétée afin de protéger les vignobles de la République. La loi prévoit le respect des règles spécifiques concernant le traitement de la vigne et la fermentation du vin. Sont également prévues des sanctions sévères pour toute personne qui ne respecte pas la loi et pour tous les détaillants surpris à allonger le vin avec de l'eau ou d'autres substances. Ce texte indique que les vignobles de Saint-Marin sont cultivés en hautain au milieu des oliviers et de vergers.
En 1976, les vignerons se regroupent en un consortium pour la protection des vins typiques de la République de San Marino. Son 30e anniversaire a été fêté le vendredi 9 octobre 2009 sous la présidence d'Augusto Gatti.

## Situation géographique

### Climatologie
Saint-Marin est soumis à un climat de type méditerranéen, qui a néanmoins tendance à s’adoucir par rapport à la côte en raison de l’altitude. En été, les températures varient de 20 à 30 °C, et en hiver de -2 à 10 °C. Les saisons estivales particulièrement chaudes peuvent néanmoins conduire le thermomètre jusqu’à 35 °C, et il arrive en hiver de passer sous la barre des -5 °C, auquel cas le mont Titano peut se couvrir de neige. Les précipitations tendent à se répartir de manière harmonieuse tout au long de l’année, pour atteindre un niveau moyen de 550 mm par an.

## Vignoble

### Présentation
La République possède un vignoble réduit dont les vignes sont perchées sur des collines et dominent les eaux de la côte adriatique.
Le consortium regroupe actuellement plus de 300 adhérents qui produisent aux environs de 7 à 8 000 hectolitres de vin typique de Saint-Marin, soit 70 % de la récolte déclarée en Identificazione d’Origine (IO),.

### Encépagement
Le choix s'est porté sur des variétés traditionnelles telles que Sangiovese, Biancale, Muscat, Ribolla, Canino ou Cargarello, et des cépages qualitatifs comme le Chardonnay, le Pinot, le Cabernet-le Sauvignon, le Merlot et l'Ancellota.

### Méthodes culturales et réglementaires
L'Identificazione d'Origine protège et valorise la viticulture locale qui garantit au consommateur l'origine des raisins vinifiés, les conditions de la production du vin. Son engagement sur la qualité est vérifié et certifié grâce à un contrôle constant et continu des autorités.
Les vins blancs Biancale et  Roncale, les vins rouges Brugneto et Tessano, les vins Moscato et Moscato Spumante sont commercialisés sous cette Identificazione d'Origine.

### Vinification et élevage
La sélection et la réglementation que s'imposent les vignerons de Saint-Marin sont très restrictives. Elles sont confirmées dans la loi n° 127 de 1986. Les domaines viticoles, conformément à la loi sur l'identification d'origine, doivent préciser - pour chaque vignoble - l'emplacement, la taille, le nombre et la variété de vignes plantées. Les vignes doivent être situées sur des terrains avec des sols appropriés et les caractéristiques climatiques, pas d'eau stagnante, bien drainés. Sont autorisées la taille Guyot, le cordon de Royat et l'espalier. Le vin doit être vinifié dans les limites de la République, en cas de récolte manuelle, un délai de neuf heures pour vinifier la vendange.

Taille Guyot
Taille en cordon de Royat
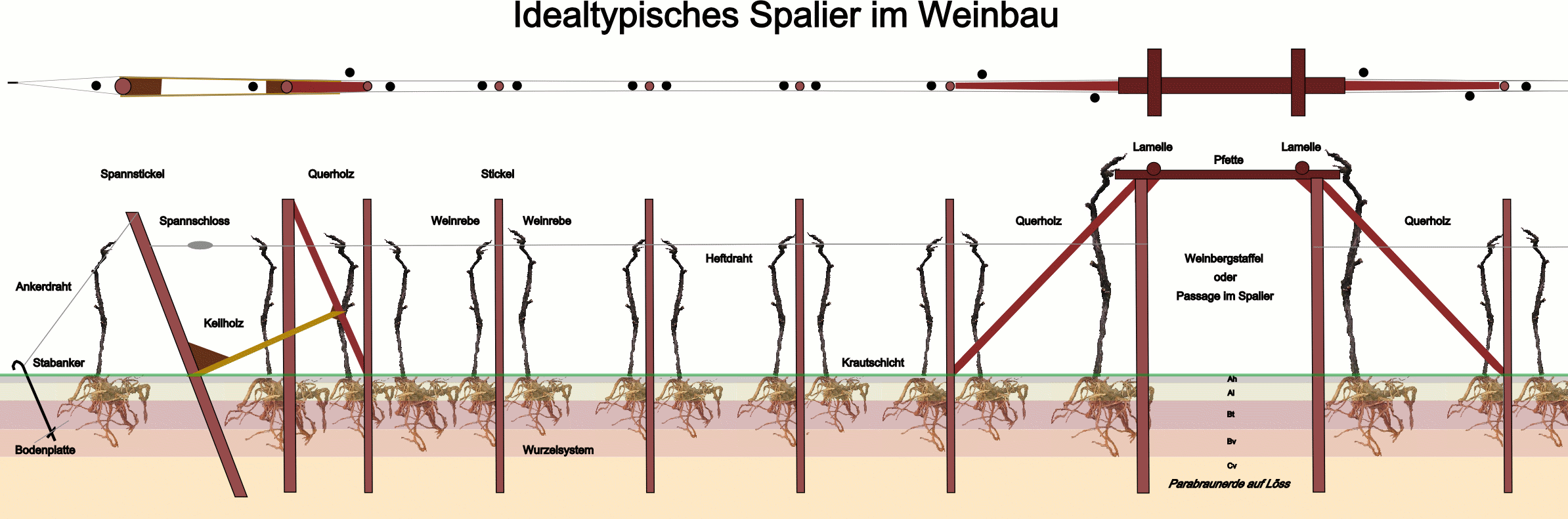
Schéma d'une vigne en espalier

Pour chaque type de vin doivent être précisés le nom des cépages utilisés et leur proportion, le rendement maximum de raisins par hectare, le rendement maximum de raisin en vin, leur teneur minimale en sucre et l'enrichissement des moûts dans les millésimes difficiles.
À ce cahier des charges peuvent s'ajouter d'autres contraintes. Par exemple, pour le rouge Tessano, les vignerons désireux de faire une cuvée haut de gamme s'imposent une sélection des meilleurs raisins Sangiovese produits exclusivement sur le territoire de Saint-Marin, une vinification soignée, un vieillissement en fûts de chêne pendant au moins un an. Ce qui fait que cette cuvée embouteillée n'arrive sur le marché qu'après trois ans de vieillissement.

### Terroir et vins
Sangiovese (Identificazione d’Origine, IO) : Vin rouge à la robe brillante et intense où apparaissent dans sa jeunesse des reflets violets. Son nez vineux, frais et fruité révèle en bouche des notes de petits fruits rouges. Sa dégustation laisse une impression de plénitude, de douceur et d'harmonie, jointe à une bonne longueur en bouche.
Brugneto (Identificazione d’Origine, IO) : Vin rouge à la robe d'un rubis profond où reflètent des nuances de pourpre dans sa jeunesse, puis évoluant vers le grenat avec l'âge. D'un nez très fin, il dégage en bouche des notes de fruits rouges où dominent mûre et myrtille. Sa dégustation révèle un vin sec, corsé et structuré, tout en étant harmonieux, doux et élégant.
Tessano (Identificazione d’Origine, IO) :  Vin rouge à la robe couleur rubis, intense, profonde et lumineuse. Son nez est ample tout en restant fin, élégant et délicat. Sa bouche complexe et nuancée révèle des arômes de vanille, d'amandes grillées, de café, de réglisse et de cannelle. Ce vin très étoffé, sec, plein, doux et harmonieux possède des tanins fins et une bonne acidité. Sa dégustation se conclut par des sensations très persistantes.
Muscat (Identificazione d’Origine, IO) : Vin blanc doux à la robe paille. Son nez délicat et aromatique, est très persistant. Sa bouche, où domine douceur et fruits frais, est d'un savoureux équilibre.
Caldese : Vin table blanc à la couleur paille intense. Dans son bouquet, fin et complexe, se dégagent des notes de fruits exotiques et de fruits confits. Long en bouche, ce vin est harmonieux et velouté, plein et fruité.
Riserva Titano : Vin mousseux obtenu par fermentation naturelle. Habillé d'une robe couleur paille, il dégage des bulles fines et persistantes. Il possède un nez délicat, intense et complexe, où se retrouvent des notes de pain chaud et d'amandes grillées. Sa bouche fruitée, fraiche et vive, est agréablement agressive.
Oro dei Goti : vin doux vinifié avec des raisins muscat passerillés. Il se présente dans une robe jaune doré et profonde aux reflets d'ambre. Son nez ample, rond, chaleureux et complexes, dégage à l'agitation des senteurs muscatés et des notes de fruits confits (abricot et orange) et de fruits exotiques (fruits de la passion). Sa bouche douce et veloutée, est riche d'arômes pâtissiers, avec un arrière-goût d'amandes grillées.

### Type de vins et gastronomie
Vin rouge : Tessano, Brugneto, Sangiovese, Rosso dei Castelli.
Vin blanc : Roncale, Caldese, Biancale, Bianco dei Castelli, Grilet. 
Mousseux et muscat : Moscato Spumante, Moscato, Riserva Titano. 
Vin doux : Oro dei Goti.   

### Commercialisation
Environ 85 % des vins sont vendus localement, mais l'objectif est de réduire le marché intérieur à 60 % afin de porter les exportations à 40 %. Déjà les ventes ont commencé en Allemagne, au Japon, aux États-Unis, en Suisse et en Angleterre.
Pour répondre à un marché en pleine expansion, il est envisagé de faire passer les 130 hectares de vignobles à environ 200 hectares au cours des 10 prochaines années.

### Récompenses

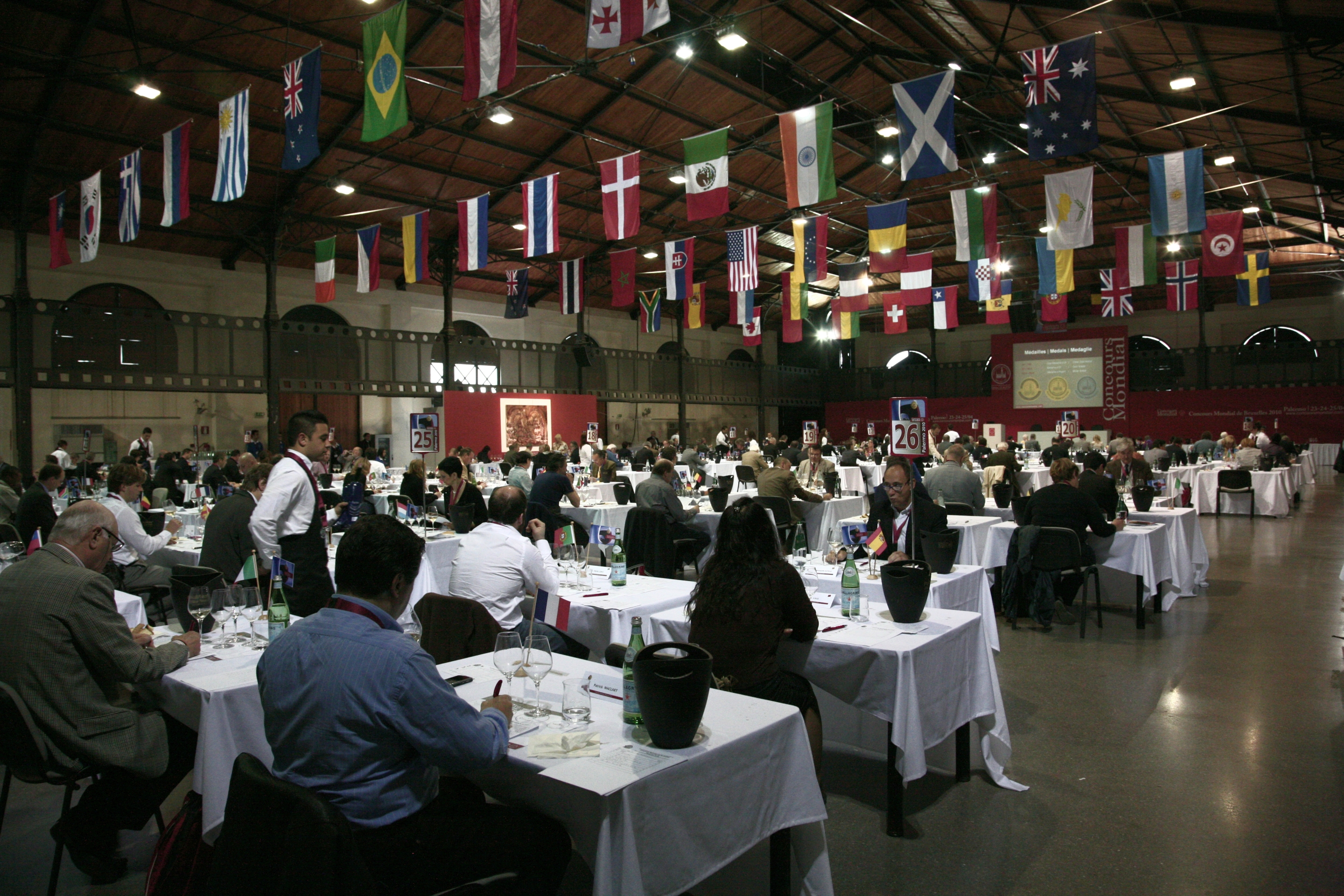
Concours mondial de Bruxelles

Outre ceux qui, dans le passé, ont obtenu des récompenses dans divers concours de vins italiens comme Brugneto, Saint-Marin-réserve et Oro dei Goti, les vins typiques du Consortium sont reconnus en Europe puisqu'un Tessano millésime 2000, a remporté la médaille d'argent au concours mondial de Bruxelles 2004. Le vin muscat mousseux, millésime 2010, a remporté, quant à lui, la médaille d'or au 18e concours mondial de Bruxelles 2011.